# 白馬酒館
《白馬酒館》（英語：The Pale Horse）是英國作家阿嘉莎·克莉絲蒂所著的推理小說，於1961年11月6日出版。

## 情節簡介
一位病重的婦女戴維斯太太臨死前向戈曼神父懺悔，透露了一些秘密與人名，戈曼神父將人名全部抄下，未料在返家途中慘遭殺害。警方在神父的鞋子中找到了那份名單，經逐一調查，發現名單上的人幾乎都因種種疾病而去世。
另一方面，歷史學家伊斯特也對此案感興趣，他聽聞住在馬奇迪平村「白馬」房子的三名女巫懂得遠距殺人的巫術，便懷疑她們涉及此案。於是伊斯特隨即與年輕女孩金潔聯手對此展開調查，最終發現之前那些被認為是「自然死亡」的死者其實是死於鉈中毒。而警方也發現藥房老闆奧斯本先生才是幕後主謀，也是親手殺死戈曼神父的兇手。

## 創作靈感
《白馬酒館》有部分靈感來自於早年曾指導克莉絲蒂配藥的藥劑師，克莉絲蒂於其自傳中表示：「雖然他有一個天使的外表，我卻覺得他是一個危險人物。他的印象在我記憶中保持了很久。因此當我初次想到要寫我那本《白馬酒館》時，他這個人的印象仍然在等待我。」:418

## 相關影響
1972年6月，法庭在審理葛拉漢·楊使用鉈毒害數人的案件時牽扯到了克莉絲蒂的《白馬酒館》小說，葛拉漢·楊否認曾讀過該部小說。當時有記者訪問克莉絲蒂，克莉絲蒂說鉈對推理小說家而言是「既特殊又有趣的用物」，因為它並無味道、很難被察覺到:419。
1976年，一位倫敦護士因讀過《白馬酒館》，而正確辨識出她照顧的一位來自卡達的嬰兒是鉈中毒，使醫生能夠及時改變治療方法、成功挽救該嬰兒的性命。

## 改編作品
- 被改編為電視劇《瑪波小姐探案》第五季的第一集，其主角變成了瑪波小姐。
- 2020年BBC改編為迷你電視劇《The Pale Horse》亦翻譯為灰马酒店。